# Werner Müller (Holzbildhauer)
Werner Müller (* 24. Mai 1923 in Stecklenberg; † 2. Dezember 2006 ebenda) war neben seinem Beruf als Feinmechaniker und Konstrukteur ein deutscher Holzbildhauer und Zeichner.

## Leben
Von 1929 bis 1937 besuchte Werner Müller die Volksschule in Stecklenberg. Bereits in dieser Zeit zeichneten sich seine künstlerischen Begabungen ab. Er erlernte frühzeitig das Cellospiel, nicht zuletzt um an den wöchentlichen Hausmusiken der Familie teilzunehmen. Mit elf Jahren begann er mit einer Hobelbank und etwas Werkzeug in der verwaisten Werkstatt seines Großvaters eine eigene Geige zu bauen.
Nach der Volksschulzeit absolvierte er in Quedlinburg eine Lehre zum Feinmechaniker. Nur kurz im Beruf tätig, wurde er 1941 als Achtzehnjähriger zum Kriegsdienst eingezogen. Er diente zunächst als Flugzeugmechaniker bei einer Jagdfliegerstaffel in Nordafrika. Schließlich kam er 1945 in der Tschechoslowakei in sowjetische Kriegsgefangenschaft.
1946 aus der Kriegsgefangenschaft nach Stecklenberg zurückgekehrt, gründete er ein kleines Sägewerk, das er bis 1956 betrieb und für das er ein Horizontal- und ein Vertikalgatter selbst baute. Von 1956 bis 1978 arbeitete er für verschiedene Betriebe als Konstrukteur für Betriebsmittel. Im Anschluss fertigte er bis zum Eintritt ins Rentenalter 1988 in Heimarbeit von Hand durch Holzschnitzerei verzierte Gehäuse für mechanische Uhren für den VEB Harzer Uhren in Gernrode.
In all den Jahren ging Werner Müller neben seiner beruflichen Tätigkeit seinen Hobbys, der Holzschnitzerei und dem Zeichnen, nach. Ausstellungen seiner Arbeiten blieben ihm während der Zeit der DDR verwehrt, da er ohne ein künstlerisches Fach- oder Hochschulstudium nicht Mitglied im Verband Bildender Künstler der DDR werden konnte und ihm auch ohne Mitgliedschaft in der SED andere Wege verbaut blieben. Bis zu ihrem Tod 1996 pflegte er seine Frau, die 1988 einen Schlaganfall erlitten hatte.
1997 erhielt er verdiente Anerkennung für sein künstlerisches Schaffen durch die Verleihung des Bundesverdienstkreuzes „für bildhauerische Werke von hohem künstlerischem Gehalt“. Seine Werke hat er der Werner-Müller-Stiftung Ballenstedt überlassen, von denen ein Teil in einer Dauerausstellung im Schloss Ballenstedt zu betrachten sind.

## Werk
Das künstlerische Werk Werner Müllers umfasst vor allem Skulpturen aus Holz und Farbstift-Zeichnungen. An Arbeiten aus Metall fallen eine funktionstüchtige Miniatur-Drehbank (22 cm lang) und ein aus 2-mm-Aluminium-Blech getriebener Kopf eines Kriegskameraden auf.
Müller hat zwei spielbare Geigen gebaut, angeleitet lediglich durch ein Heft zum Geigenbau aus dem 19. Jahrhundert. Die weiteren Holzarbeiten reichen von kleinen plastischen Gruppen aus dem Landleben über geschnitzte Reliefdarstellungen, wie etwa Der Überfall oder Walzwerk nach dem Gemälde Das Eisenwalzwerk von Adolph von Menzel bis zu größeren Personengruppen wie Großvater mit Enkeln. Als Höhepunkt seines Schaffens ist die Gruppe Hausmusik anzusehen, vier Großplastiken aus Eiche, die die Familie Müller beim Musizieren darstellen, Werner Müller selbst am Cello.
Während seine frühen Zeichnungen Landschaften, Tiere und ähnliches zeigten, fertigte er im Alter einen großen Bilderzyklus seiner Lebensstationen als gezeichnete Autobiographie.